# Liparetrus semiatriceps
Liparetrus semiatriceps är en skalbaggsart som beskrevs av Lea 1917. Liparetrus semiatriceps ingår i släktet Liparetrus och familjen Melolonthidae. Inga underarter finns listade i Catalogue of Life.